# Sigrid Hjertén
Sigrid Hjertén (Sundsvall, 27 de octubre de 1885-Estocolmo, 24 de marzo de 1948) fue una pintora sueca, adscrita al expresionismo. 

## Biografía
Estudió artesanía y diseño en Estocolmo, graduándose como profesora de dibujo. Pasó un tiempo en París, recibiendo la influencia de Matisse y Cézanne, lo que se demuestra en la utilización del color en contraste con unos contornos muy simplificados, esforzándose por encontrar las formas y los colores que puedan transmitir sus emociones. En 1912 realizó su primera exposición en Estocolmo, participando desde entonces en numerosas exposiciones tanto en Suecia como en el extranjero. En su obra describió el papel que desempeñaba como artista, mujer y madre, diferentes identidades en mundos diferentes. Entre 1920 y 1932 residió en París, comenzando a manifestarse su dolencia esquizofrénica, lo que se denotó en su obra, con colores más oscuros y composiciones tensas, reflejando su sentimiento de angustia y abandono. De vuelta a su país, desde 1938 vivió hospitalizada.
A modo de tratar su esquizofrenia, se le practicó una lobotomía en 1948. Sin embargo, murió por complicaciones tras dicho procedimiento.